# Evangelista Vanni
Evangelista Latino Enrico Vanni OFMCap. (* 28. Dezember 1878 in Usella, Cantagallo, Königreich Italien; † 9. Mai 1962 in Dehradun, Indien) war ein italienischer Ordensgeistlicher und römisch-katholischer Erzbischof von Agra.

## Leben
Evangelista Vanni trat der Ordensgemeinschaft der Kapuziner bei und empfing am 21. Juni 1901 das Sakrament der Priesterweihe. Am 8. Oktober 1905 wurde er in die Mission nach Agra entsandt, welche der toskanischen Provinz der Kapuziner anvertraut war.
Am 15. April 1916 ernannte Papst Benedikt XV. ihn zum Titularbischof von Tenedus und zum Apostolischen Vikar von Arabien. Die Bischofsweihe spendete ihm am 21. September desselben Jahres der Erzbischof von Agra, Carlo Giuseppe Gentili OFMCap; Mitkonsekratoren waren der Koadjutorbischof von Allahabad, Giuseppe Angelo Poli OFMCap, und der Bischof von Ajmer, Fortunat-Henri Caumont OFMCap.
Im Januar 1927 nahm Papst Pius XI. seinen Rücktritt aus gesundheitlichen Gründen als Apostolischer Vikar an und ernannte ihn im Juli 1928 zum Koadjutorerzbischof von Agra. Mit dem Tod von Angelo Raffaele Bernacchioni OFMCap folgte er diesem am 21. August 1937 als Erzbischof von Agra nach und bekleidete das Amt bis zu seiner Emeritierung am 21. November 1955. Als Alterzbischof war Evangelista Vanni Titularerzbischof von Bizya.